# Monte da Tumba
O Monte da Tumba, também referido como Povoado Fortificado do Monte da Tumba ou Povoado Calcolítico do Monte da Tumba, é um glomerado proto-urbano da Época Calcolítica localizado na vila do Torrão, município de Alcácer do Sal, Distrito de Setúbal, em Portugal.
Desde 2013, o Monte da Tumba está classificado como Sítio de Interesse Público (SIP), tendo sido fixada a zona especial de proteção.

## História
Este povoado fortificado foi edificado entre o 2 500 a.C. e  2 000 a.C., ou seja entre o Neolítico final e o Calcolítico ou Idade do Cobre.
O povoado ocupa uma área de 2 500 a 3 000 m².
No início dos Anos 80, a construção de uma vivenda no topo da colina permitiu identificar o povoado.
A construção desse imóvel, levou à destruição de níveis arqueológicos e motivou a necessidade urgente de uma interveção no arqueosítio.
Durante a sua escavação foram aqui encontrados diversos vestígios comopeças em cerâmica que parecem sugerir a representação de seios femininos.

## Localização
O povoado situa-se no Cabeço da Aguda, a 1100m para leste da Barragem Trigo Morais e a sul da vila do Torrão de onde dista cerca de 1,2km, 900m em linha da reta da vila torranense .

## Galeria
|  |  |  |  |